# Cacospongia aspergillum
Cacospongia aspergillum är en svampdjursart som beskrevs av Schmidt 1868. Cacospongia aspergillum ingår i släktet Cacospongia och familjen Thorectidae.
Artens utbredningsområde är havet utanför Algeriet. Inga underarter finns listade i Catalogue of Life.